# O Mistério da Coroa Imperial
O Mistério da Coroa Imperial é um livro de Carlos Heitor Cony e Anna Lee, continuação de O Mistério das Aranhas Verdes da Série Carol e o Homem de Terno Branco.
Segundo livro de aventuras da adolescente Carol. Ela sai com as amigas para uma caminhada na serra de Petrópolis com um guia, mas as coisas não saem como o esperado. O que era para ser diversão torna-se um sequestro.
1. ↑  Folha. «O Mistério da Coroa Imperial». Consultado em 19 de abril de 2018